# مفردالرامح
مُفرِدالرامِح (تک‌نیزه‌دار) یا اتا گاوران (Eta Boötis) یک ستاره دوتایی در صورت فلکی گاوران است. بر اساس اندازه‌گیری‌های اختلاف منظر به‌دست‌آمده در طول مأموریت ماهواره هیپارکوس، مفردالرامح تقریباً ۳۷ سال نوری (۱۱ پارسک) از خورشید فاصله دارد. مفرد الرامح در عربی به معنی «تک‌نیزه‌دار» است. در گاهشماری محمد اَخصاصی مُوَقِّت، اخترشناس مصری، این ستاره «رمح الرامح» (نیزهٔ نیزه‌دار) نامیده شده‌است.‎
از سال ۱۹۴۳، طیف این ستاره به عنوان یکی از نقاط لنگری پایدار است که سایر ستارگان توسط آن طبقه‌بندی می‌شوند.‎ تک‌نیزه‌دار با ستاره BD+19 2726 یک ستاره دوتایی تشکیل می‌دهد.‎

## ویژگی‌ها
تک‌نیزه‌دار یا مفردالرامح در طیف‌سنجی‌ها به عنوان یک ستاره دوتایی با دوره ۴۹۴ روز گزارش شده‌است، اما وجود ستاره همراه آن از طریق تداخل‌سنجی لکه‌ای تأیید نشده‌است. این اندازه‌گیری وجود همدم ستاره‌ای کم‌جرم از رده طیفی M7 را رد نمی‌کند.
مفردالرامح به عنوان یک زیرغول معرفی می‌شود که روند تکامل از یک ستاره دنباله اصلی به یک غول سرخ را آغاز کرده‌است. جرم آن ۱٫۷ برابر خورشید و ۲٫۷ برابر شعاع خورشید است. سن تخمینی این ستاره حدود ۲٫۷ میلیارد سال است. بر اساس طیف‌های آن، عناصر سنگین‌تر از هلیوم بیش از حد قابل توجهی دارد. در واقع نسبت آهن به هیدروژن در آن نزدیک به حد بالایی برای ستاره‌های کوتوله در دیسک کهکشانی در نظر گرفته می‌شود. تک‌نیزه‌دار نزدیک به ستاره برجسته ژوبین‌دار (سِماک رامِح) در آسمان زمین ظاهر می‌شود، و ژوبین‌دار  در واقع نزدیکترین همسایه ستاره‌ای آن است، زیرا هر دو ستاره تقریباً از نظر فاصله از خورشید یکسان هستند. فاصله این دو ستاره در حدود ۳٫۲۴ سال نوری از یکدیگر است و هر کدام در آسمان دیگری درخشان به نظر می‌رسند.
در آسمان شب یک سیاره فرضی که به دور تک‌نیزه‌دار بچرخد، ژوبین‌دار تقریباً با قدر ۵٫۲- (حدود ۱۲۰ برابر روشن‌تر از آنچه از زمین به نظر خواهد رسید، یا نزدیک به دو برابر روشنایی زهره). در حالی که تک‌نیزه‌دار در آسمان یک سیاره فرضی که به دور ژوبین‌دار می‌چرخد با قدر ۲٫۴- (قدر مطلق ۲٫۴۱- در ۰٫۹۹ پارسک) به نظر خواهد رسید؛ به عبارتی بیش از دو برابر روشنایی شباهنگ در آسمان شب.